# Альмен, Рут
Рут Альмен (швед. Ruth Sofia Almén, 24 сентября 1870 — 19 ноября 1945) — шведская преподавательница музыки, композитор и писательница.

## Биография
Рут Альмен родилась в 1870 г. в Сольберге (Бохуслен). Её родителями были викарий Юхан Арон Андерссон Альмен и Юханна Каролина Хеллеви. Рут была второй из пяти детей. Возможно, она с детства училась играть на пианино и петь.
Рут училась музыке у нескольких педагогов. В Стокгольме она брала уроки игры на фортепиано у Рихарда Андерссона, в Гётеборге — у Кнута Бека. В дальнейшем она училась у пианиста Генриха Барта в Берлине, в Париже — у Роберта Лорта. Также её преподавателями были Густав Хегг (обучал контрапункту), Вильгельм Стенхаммар (учил гармонии музыки), Франц Неруда и Кнуд Еппсен (преподавали композицию музыки).
Рут писала разную музыку. В список её сочинений вошли концерт для фортепиано, сонаты для скрипки и фортепиано, песни. Произведения Рут Альмен были написаны в позднеромантическом стиле, который напоминал как музыку Иоганнеса Брамса, так и камерную музыку Вильгельма Стенхаммара.
С 1897 года Рут Альмен преподавала технику игры на фортепиано и теорию музыки. Помимо того игры на пианино и преподавательской деятельности она также сочиняла прозу и писала. Первый поэтический сборник Рут увидел свет в 1895 г. под названием Vid synranden и был выпущен под псевдонимом Рунар Альм. Этот псевдоним Рут Альмен использовала до 1904 года. Также она в начале 1900-х г. написала несколько детских рассказов. Её статьи были опубликованы в 1925 г. в нескольких изданиях Kvinnornas tidning в 1925 году.
Большую часть жизни Рут Альмен прожила в Гётеборге. Она ушла из жизни в 1945 г.